# فرودگاه ساکسون سیکن
فرودگاه ساکسون سیکن (به انگلیسی: Saxon Sycan Airport) یک فرودگاه خصوصی است که یک باند فرود شن دارد و طول باند آن ۸۵۳ متر است. این فرودگاه در کشور ایالات متحده آمریکا قرار دارد و در ارتفاع ۱۵۲۰ متری از سطح دریا واقع شده است.